# Tetraonyx albomarginata
Tetraonyx albomarginata es una especie de coleóptero de la familia Meloidae.

## Distribución geográfica
Habita en Argentina y Brasil.